# Велосипедна каска
Велосипендата каска е каска, предназначена за велосипедисти. На все повече места по света е задължително при каране на велосипед да се носи такава каска, както и други предпазни средства. Това законово изискване е спорно – в САЩ заинтересованите компании лобират за такива задължителни изисквания, докато други лица и организации на велосипедистите са против. Аргументите против задължителното носене на каски се основават на това, че такова задължително носене на каски причинява повече смъртоносни наранявания, отколкото може да предотврати.
В българското законодателтсво не е предвидено изискване велосипедистите да носят каски, такова изискване има само за мотоциклетите и мотопедите.

## Принцип на действие
Велосипедната каска предпазва колоездача, например при падане и удряне на главата. Не е конструирана за защита при сблъсък с друго превозно средство (напр. автомобил), но при такова произшествие може да осигури някакво минимално предпазване. Не предпазва при такъв тежък сблъсък, защото не може да бъде предвидена сложността на такава катастрофа, за да бъде изготвен адекватен проект за каска с такава защита. Велосипедната каска не трябва да бъде много тежка и трябва да осигурява добра вентилация, понеже колоезденето може да повиши значително телесната температура. Затова повечето каски се произвеждат от леки материали и имат отвори за проветряване.
Основната част на велосипедната каска е слой пластмаса, който се счупва при удара и така поема значителната част от силата. След по-силен удар каската задължително трябва да бъде изхвърлена и сменена с нова.

## Спорни въпроси
Има дългогодишен спор за ползата от използването и препоръчването и задължителността на велосипедните каски. Основно различията се основават на несъответствието между обявяваните предпазвания от наранявания в изследванията на ограничени групи и опита от реалната обстановка. Например използването на каски в Нова Зеландия е нараснало от 43% до над 95% за период, по-малък от три години, но не е отбелязана промяна в процента на нараняванията на главата.
Макар нараняванията на главата в САЩ да са нараснали от 18% до 50%, това не означава задължително, че каските увеличават риска. Съществуват различни хипотези за обясняване на това несъответствие, като например:
- Компенсиране на риска: велосипедистите с каски може да карат по-непредпазливо; това намира подкрепа от наблюденията на ефекта на други средства за защита, като предпазни колани и анти-блокиращи спирачни механизми.
- Неправилно поставяне: 96% от каските не се носят правилно и тези неправилно поставяни каски е установено, че увеличават риска до три пъти.
- Пристрастност в изследванията: доброволците с каски в изследванията може да са по-малко склонни да рискуват и по този начин да влияят на резултатите.

Не е публикувано изследване, което адекватно да разглежда причините за тези несъответствия, затова, макар самото несъответствие да е факт, основан на конкретни данни, събрани и публикувани от официални органи, гореизложените причини са спекулативни и определено не са пълни и изчерпателни.
Скорошните изследвания на мозъчните травми затрудняват още повече решението дали каските помагат или не, разкривайки че повечето причини за трайни мозъчни увреждания и смърт могат да бъдат силите на усукване. Те причиняват дифузни травми, които каските не могат да предотвратят.
Има доказателства, че каските предпазват от много, дори почти всички леки удари. Но няма доказателство, че предотвратяват сериозни или смъртоносни травми. Крайна проява на непредпазливост е да се поемат рискове, като се разчита на велосипедната каска да предпази ездача от сериозно нараняване.

## История
До средата на 70-те основният вид каска са кожените. Те предоставят минимална защита.
Открива се, че твърдата обвивка допринася много малко към сигурността на каска. Известно време много каски просто са покривани с полимерна пяна, покрита с найлонова обвивка. Повечето днешни каски имат обтекаема външна твърда обвивка от пластмаса. Това предотвратява закачането на части от каската при удари с приплъзване.

## Стандарти
В САЩ Snell Memorial Foundation е организацията, създадена да установи стандартите за мотоциклетни и автомобилни каски. Нейни са първите такива стандарти. Американският национален институт по стандарти (ANSI) създава стандарт, наречен ANSI Z80.4 през 1984 г. По-късно Комисията да безопасност на потребителските продукти (CPSC) създава стандарт за всички велосипедни каски, продавани в САЩ, който влиза в сила през месец март 1999 г.
Във Великобритания стандартът e BS 6863:1989. Той е в процес на замяна с Европейския стандарт BS EN 1078:1997.
Стандартът EN1078 е с по-ниски изисквания от стандарта Snell B95 (и B90). Интернет страницата на Snell Memorial Foundation включва списък на производителите, чиито каски покриват по-високите изисквания на техните стандарти. Много от известните имна в производството на велосипедни каски всъщност не покриват изискванията на стандартите Snell.

## Каска по мярка
Важно е каската да е по мярка на велосипедиста – според изследванията до 96% от каските са неподходящо подбрани. А неподходящо подбраната каска увеличава риска до три пъти.
Първо трябва да се определи правилния размер. Повечето производители предлагат различни размери – за деца и възрастни, с много междинни вариации от най-малките през средни размери до най-големите.
Каските се придържат към главата чрез найлонови ленти, които трябва да бъдат настроени индивидуално. Лекотата, с която се извършват тези настройки, може да бъде една от разликите между евтините каски и тези с по-високо качество. (Следва да се отбележи, че всички съвременни каски трябва да отговарят на основни стандарти за безопасност. Разликите между по-евтините и по-скъпите модели по-скоро е в удобството и вентилацията, отколкото в безопасността.)
Често срещана грешка е да се поставя каската върху челото. Каската трябва да стои хоризонтално върху главата, на разстояние няколко пръста от веждите. Между придържащата лента и гърлото трябва да има разстояние, не по-голямо от един пръст. Цялата каска трябва да може да се преметсва по главата не повече от един сантиметър в която и да е посока. Лентата трябва да е далеч зад брадичката, близо до гърлото.

## Безопасно каране или разчитане на каска
Често се предполага, че носенето на каска е най-важното и най-добро нещо, което велосипедистът може да направи за осигуряване на безопасността си. Но, все пак, никоя каска няма да намали вероятността да паднете. Затова се уверете, че колелото си е в добро състояние, че го управлявате с умение и че спазвате правилата за движение.
Най-голямото последствие от приемането на закон за задължително използване на каски е отказът от каране на велосипед. Дори насърчаването на използването на каски сред велосипедистите може да отблъсне некаращите колела, като затвърди недоразумението, че карането на колело по пътя е много по-опасно от ходенето пеша или карането на кола. А такова последващо намаляване използването на велосипеди пряко увеличава опасността за велосипедистите на пътя, тези, които не се отказват да карат, заради намаляването известния психологически ефект „безопасност в група“.

### Безопасно каране
- John Forester, 1992, Effective Cycling, ISBN 0-262-56070-4
- John Franklin, 1999, Cyclecraft, ISBN 0-11-702051-6

### на български
- Екстремно планинсо колоездене – защитава носенето на каски[неработеща препратка]
- Как да караме безопасно в града Архив на оригинала от 2005-04-28 в Wayback Machine.
- Трябва ли да нося каска[неработеща препратка]
- закон за движение по пътищата Архив на оригинала от 2010-07-22 в Wayback Machine.

### на английски
- Фондация за изследване на велосипедни каски
- Публикация на CPSC, обявяваща новия стандарт за каски в САЩ Архив на оригинала от 2008-09-21 в Wayback Machine.
- Snell Memorial Foundation
- Как да се настрои велосипедната каска
- BMA е срещу законите за колоездене
- Списък с препратки за изследване на велосипедни каски
- Ресурси за изследвания върху велосипедни каски – скептично настроен
- Институт за безопасност на велосипедни каски – защитава носенето на каски
- Постоянно обновяван списък със статии в сайт за велосипедна търговия, оспорващ задължителното носене на каски Архив на оригинала от 2005-04-20 в Wayback Machine.
- Лична страница на John Franklin за велосипедни каски Архив на оригинала от 2005-04-05 в Wayback Machine.
- Преглед на изследвания върху каски и тяхната ефективност